# Tektonické jezero
Tektonické jezero je druh jezera vzniklý v důsledku deskové tektoniky a to buď divergencí litosférických desek (Tanganika, Malawi, Ukerewe, Bajkal, Titicaca) nebo oddělením od oceánu vyzvednutím mořského dna (Kaspické moře). Může se nacházet v propadlinách nebo podél tektonických zlomů. Činnosti, které způsobily vznik tektonických jezer můžeme rozdělit do čtyř skupin:
- riftové – pohyb tektonických desek zemské kůry podél zlomů (rifty)
- reliktní – prohnutí zemské kůry bez zlomů
- vrásné – vzniklé vrásněním
- kryptoexplozivní – kryptoexplozívní krátery